# 変位計
変位計（へんいけい、英: displacement sensor)とは、変位（物体の位置の変化）を測定する機器である。変位計は接触式と非接触式に分類される。

## おもな変位計

### 接触式変位計
接触式変位計は、被測定対象物に測定プローブを接触させ、測定プローブの変位を測定する。測定プローブの変位の測定には差動トランス（LVDT)や光学式リニアエンコーダ、ひずみゲージ、ポテンショメータなどが用いられる。
以下の長所・短所がある。
1. 測定対象物の表面仕上げ状態の影響を受けにくい
2. 測定環境の水や油などの影響を受けにくい
3. 被測定対象物に傷を付けたり汚染させることがある
4. 非接触式と比較して応答性に劣る

### 非接触式変位計
非接触変位計は、被測定対象物の変位を、被測定対象物と接触せずに測定する変位計で様々な方式があり、用途に応じて適切な方式が選択される。
代表的な方式として、光学式、電磁誘導式、静電容量式、レーザー干渉計などがあり、それぞれ測定対象や精度、環境条件に応じて使い分けられる。また、近年では変位チルトセンサが注目されており、微小な傾き変化と変位を同時に高精度で測定できる特長を持つ。特に、半導体製造装置や精密加工機、構造物の変位監視など、狭い空間での測定や高精度な姿勢制御が求められる分野での利用が進んでいる。

#### レーザー干渉方式変位計
レーザー光を被測定対象物で反射させ、戻り光と照射光の干渉を利用して変位を測定する変位計。単色光を使用するホモダインレーザー干渉計と、わずかに波長が異なる二つのレーザー光を使ったヘテロダインレーザー干渉計とがある。
以下の長所・短所がある。
1. サブミクロンの分解能が得られる
2. 数100mm～数mの測定範囲が得られる
3. 被測定対象物の表面は、鏡面である必要がある
4. 光路の屈折率の影響を受ける

#### 静電容量型変位計
被測定対象物と測定プローブ間の静電容量が、それらの距離に応じて変化することを利用して相対変位を測定する変位計。
以下の長所・短所がある。
1. 測定対象の表面仕上げ状態や反射率の影響を受け難い
2. 金属が測定対象のとき、その材質の影響を受けない
3. 高速応答（応答周波数は数十kHz)
4. 測定対象物と測定プローブの距離（作動距離）は数十μm～数mm程度。
5. 測定レンジによってはサブナノメートルの分解能が得られる
6. 測定ギャップの比誘電率の影響を受ける

#### 渦電流型変位計
コイルから発生する磁界により被測定対象物に誘起される渦電流によって、コイルのインピーダンスが、コイルと被測定対象物間の距離で変化することを利用した変位計。
以下の長所・短所がある。
1. 測定ギャップの水や油に影響を受けない
2. 測定対象物は鉄または金属で、強磁性体である鉄に対しての感度が高い。
3. 高速応答（応答周波数は数100kHz)
4. 測定レンジによってはサブミクロンの分解能が得られる
5. 測定対象物と測定プローブの距離（作動距離）は数mm
6. 測定対象物の導電率によって感度が変化する

#### レーザー変位計
被測定対象物表面にレーザー光を照射した時の反射光から被測定対象物の変位を測定する変位計。反射光の位置を光位置センサPSD(Position Sensitive Detector)やラインセンサなどで測定する正反射方式と、散乱光の位置を一次元または二次元撮像素子などで検出する拡散反射方式とがある。
1. 測定ギャップは数十mm
2. 正反射方式では、被測定対象物の表面仕上げの状態や反射率の影響を受けやすい
3. 拡散反射方式では、被測定対象物が鏡面だと散乱光が得られず測定が難しい

#### 光ファイバー型変位計
投光光ファイバーと受光光ファイバーを束ねた光ファイバー束を用いて、投光ファイバーから光を被測定物表面に照射し、反射した光を受光ファイバーで受光し、その光の強度が光ファイバー束端面と被測定対象物間の距離で変化することを利用した変位計。
以下の長所・短所がある。
1. 高速応答（応答周波数は数百kHz～数MHz)。
2. 測定対象物の反射率の影響を受ける（差動型は測定対象物の反射率の影響を受けにくい）
3. 測定対象物と測定プローブの距離（作動距離）は、数十μm～数mm
4. 測定ギャップの屈折率や透過率の影響を受ける

#### 超音波型変位計
超音波を被測定対象物に照射し、反射した超音波の時間遅れが、距離に比例することを利用した変位計。
以下の長所・短所がある
1. 測定対象物と測定プローブの距離（作動距離）は数10mm～数m
2. 測定対象物の表面仕上げ状態の影響を受けにくい
3. 測定ギャップの温度、気圧の影響を受ける